# 高鑫 (網球運動員)
高鑫（1994年5月12日—）是一名中國男網球運動員，在2016年11月7日取得個人單打排名新高的434名，而最高雙打排名則是203名，在2018年4月2日取得。2014年深圳網球公開賽，他取得外卡首次參加ATP巡迴賽會內賽單打賽事，但在第一輪出局。
2018年成都网球公开赛，他獲得外卡首次參加ATP巡迴賽雙打賽事，夥拍特日格乐，但在第一輪輸給馬修·伊布登和米沙·茲韋列夫而出局。2019年同樣賽事，他再接再厲夥拍李喆，在第一輪擊敗丹尼斯·沙波瓦洛夫和喬丹·湯普森取得ATP首勝，但在第二輪出局。

## 巡迴賽決賽及冠軍

### 雙打
| 賽事          |
| ------------- |
| 大滿貫 (0)    |
| ATP大師賽 (0) |
| ATP巡迴賽 (0) |
| 挑戰賽 (3)    |

| 賽果 | 日期       | 類型   | 巡迴賽       | 地面 | 拍擋   | 對手                              | 比分                  |
| ---- | ---------- | ------ | ------------ | ---- | ------ | --------------------------------- | --------------------- |
| 負   | 2016年8月  | 挑戰賽 | 中國成都     | 硬地 | 李喆   | 公茂鑫 張擇                       | 3–6, 6–4, [11–13]     |
| 負   | 2016年9月  | 挑戰賽 | 中國上海     | 硬地 | 李喆   | 謝政鵬 易楚寰                     | 6–7(6-8), 7–5, [0–10] |
| 冠軍 | 2017年9月  | 挑戰賽 | 中國张家港市 | 硬地 | 张之臻 | 陳迪 易楚寰                       | 6–2, 6-3              |
| 冠軍 | 2019年10月 | 挑戰賽 | 中國蘇州     | 硬地 | 孙发京 | 公茂鑫 张择                       | 7–6(7–5), 4–6, [10–7] |
| 冠軍 | 2019年9月  | 挑戰賽 | 中國上海     | 硬地 | 孙发京 | 马克·波爾曼斯 斯科特·普奥齐乌纳斯 | 2–6, 6–4, [10–7]      |

## 外部連結
- 高鑫（英文/西班牙文）的官方資料